# Ottleya utahensis
Ottleya utahensis là một loài thực vật có hoa trong họ Đậu. Loài này được (Ottley) D.D.Sokoloff mô tả khoa học đầu tiên.